# دولس غارسيا
دولس غارسيا هي رامية الرمح ‏ كوبية، ولدت في 2 يوليو 1965 في بورتو بادريه ‏ في كوبا.

## وصلات خارجية
- دولس غارسيا على موقع الاتحاد الدولي لألعاب القوى (الإنجليزية)
- دولس غارسيا على موقع اللجنة الأولمبية الدولية (الإنجليزية)
- دولس غارسيا على موقع أوليمبيديا (الإنجليزية)